# Kesslerloch
Kesslerloch – jaskinia znajdująca się w pobliżu miasta Thayngen w kantonie Szafuza w północnej Szwajcarii. Stanowisko archeologiczne.
Jaskinia znajduje się w niewysokiej formacji wapiennej, składa się z jednej galerii z szatą naciekową w postaci stalaktytów. Ma 200 m² powierzchni i głębokość dochodzącą do 17 m. Została odkryta w 1873 roku przez nauczyciela Konrada Merka (1846–1914), wejście do niej było wówczas całkowicie zarośnięte plątaniną krzaków i drzew. W 1874 roku Merk rozpoczął w jaskini pierwsze prace wykopaliskowe.
Przed około 12-11 tys. lat p.n.e. jaskinia była zamieszkiwana przez łowców kultury magdaleńskiej, obozujących w okolicy w miesiącach letnich. Prace wykopaliskowe dostarczyły artefaktów krzemiennych i kościanych w postaci m.in. grotów strzał, harpunów, wierteł i bâtons de commandement. Wiele z nich ozdobionych zostało rytami przedstawiającymi zwierzęta. Liczne szczątki fauny paleolitycznej pochodzące z jaskini reprezentują kilkadziesiąt gatunków zwierząt, m.in. lwy jaskiniowe, mamuty, nosorożce włochate, renifery, wilki, rosomaki.